# Tris(diethylamino)phosphin
Tris(diethylamino)phosphin ist eine chemische Verbindung aus der Gruppe der Amine.

## Gewinnung und Darstellung
Tris(diethylamino)phosphin kann durch Reaktion von Diethylamin mit Phosphortrichlorid in Diethylether gewonnen werden.

## Eigenschaften
Tris(diethylamino)phosphin ist eine farblose Flüssigkeit, die praktisch unlöslich in Wasser ist. Die Verbindung ist ein starkes Reduktionsmittel in der organischen Synthese. Sie fungiert als Nucleophil und ist an verschiedenen Reaktionen wie der nucleophilen Substitution, der Reduktion funktioneller Gruppen und metallkatalysierten Reaktionen beteiligt. Sein Wirkmechanismus beinhaltet die Übertragung von Elektronen auf organische Substrate, was zur Bildung neuer chemischer Bindungen führt.

## Verwendung
Tris(diethylamino)phosphin wird für die effiziente Synthese komplexer organischer Moleküle und als Entschwefelungsmittel verwendet.